# لینچبورگ (تنسی)
لینچبورگ(به انگلیسی: Lynchburg) شهری در ایالت تنسی کشور ایالات متحده آمریکا است که جمعیت آن در سرشماری سال ۲۰۱۰ میلادی، ۶٬۳۶۲ نفر بوده‌است.